# Римининело (Витербо)
Римининело је насеље у Италији у округу Витербо, региону Лацио.
Према процени из 2011. у насељу је живело 25 становника. Насеље се налази на надморској висини од 116 м.